# Julius Wilhelm Georg Ferdinand Wedell
Julius Wilhelm Georg Ferdinand lensgreve Wedell-(Wedellsborg) (21. december 1807 på Billeskov – 5. juli 1883 på Wedellsborg) var en dansk godsejer.
Han var søn af Hannibal Wilhelm Wedell og bror til Carl Wedell. Han blev 1830 ridejunker, 1833 kammerjunker og 1854 kammerherre. Wedell overtog 1870 efter svigerinden Rosa, født von Krogh, forpagtningen af Nygård i Åstrup Sogn og købte 1880 (1. juli, kontrakt af 23. juli) Nygård af staten for 186.000 mark. 1882 arvede han grevskabet Wedellsborg, men døde allerede året efter.
3. oktober 1839 ægtede han Christiane Louise von Buchwaldt (27. juli 1814 på Pronstorf – 5. januar 1899 på Tybrind). Børn:
1. Vilhelm Carl Joachim Ove Casper Bendt lensgreve Wedell-Wedellsborg (6. oktober 1840 på Billeskov – 7. oktober 1922 på Wedellsborg)
2. Karl Ludvig Albrecht baron Wedell-Wedellsborg (2. oktober 1844 på Billeskov – 24. december 1873 på Hellingegård, Halsted Sogn)
3. Louise Rose baronesse Wedell-Wedellsborg (2. juli 1842 på Billeskov – 7. november 1870 i Bürow, Mecklenburg)

Han er begravet på Husby Kirkegård.